# Equus (manga)
Equus (equus エクウス?, equus - Ekūsu) è una raccolta di one-shot yaoi dell'autrice est em. Pubblicato in un unico volume da Shodensha nell'aprile del 2011, il manga è composto da sei storie indipendenti ed autoconclusive con protagonisti dei centauri.

## Trama

### Dun Black
Un gruppo di ragazzi organizza un campeggio; tra loro vi è anche un centauro. Giunta la sera, il gruppo si divide: i più si allontanano per accendere dei fuochi d'artificio, mentre il centauro ed un timido ragazzo rimangono davanti al falò. Rimasti soli, il giovane - nell'intimità creatasi - ascolta della vita longeva delle creature metà uomini metà cavallo, destinate ad una malinconica solitudine e vite inconciliabili con quelle umane. Nonostante tutto alla fine della serata il giovane si dichiara al centauro, quest'ultimo pronto - per sua stessa ammissione - a soffrire pur di godere dell'effimera compagnia umana.

### Chesnut
Due bambini crescono in continua competizione; tuttavia nella corsa non può che primeggiare uno solo dei due, il bambino centauro. Passati gli anni, la creatura cavallina è ormai un giovane uomo e propone all'amico-rivale di cavalcare su di lui, accontentando un suo vecchio capriccio di bambino.

### Black and white
Un uomo cavalca solitario nel bosco finché, giunta la sera e smarritosi tra gli alberi, non sorprende due centauri nel pino dei loro giochi amorosi. Imbarazzato e confuso, rimane ad osservarli finché i due, accortisi della sua presenza, non lo invitano ad unirsi a loro. Sbalordenso se stesso, l'uomo accetta l'invito e partecipa così al 
threesome sui generis.

### Leopard
Sulle montagne un giovane pastorello vive serenamente insieme ad un centauro. Senza preoccupazione la vita scorre felice e beata finché una vecchia conoscenza non bussa alla porta; è un centauro soldato, amante del protettore del pastore, e viene a comunicare al proprio simile di dover essere costretto - a causa della guerra - di doversene andare lontano. Il centauro pastore, sebbene a malincuore, decide di abbandonare il proprio quieto isolamento sui monti per seguire il soldato e promette al bambino di tornare appena possibile. Anni dopo, quando il bambino è ormai divenuto un ragazzo, i due uomini-cavallo ritornano.

### Gray
Nel Giappone feudale un vecchio samurai ricorda, esercitandosi nel tiro con l'arco,  il proprio passato: fin da ragazzo, infatti eccelleva in quell'arte. All'epoca la morte del padre lo costrinse ad imbracciare le armi e a guidare l'esercito in vece del genitore defunto; a guidarlo il fedele servitore di famiglia: il centauro Harukoma. Sopravvissuti a dure battaglie ed anni difficili, all'ormai vecchio samurai non resta che constatare come gli anni passati insieme siano "volati" mentre le fattezze dell'amico siano rimaste di fatto le stesse.

### Bay silver
Un ricco e potente uomo d'affari acquista un centauro per vantarsi con ospiti e conoscenti. Disgustato dal comportamento del padre, il figlio - alla morte del genitore - decide di offrire alla creatura fantastica la libertà, ma quest'ultima preferisce restare. Incuriosito dal perché di tale decisione, il nuovo capofamiglia decide di interrogare il centauro, e cade via via preda della bellezza androgina e sovrannaturale del giovane-cavallo. Iniziata così una proibita relazione con quest'ultimo, l'affarista cerca di presentare al mondo borghese l'amante, ma dopo il rifiuto da parte della società, decide di liberarlo rendendogli la libertà. Trascorsi molti anni, i due si rincontrano quando, giunto per salutare l'amico ed ex-padrone in punta di morte, il centauro si incarica di crescere il nuovo erede, il figlio ancora fanciullo dell'uomo che l'aveva amato.

## Manga
| Nº | Giapponese 「Kanji」 - Rōmaji                                                   | Data di prima pubblicazione        | Data di prima pubblicazione |
| Nº | Giapponese 「Kanji」 - Rōmaji                                                   | Giapponese                         |                             |
| 1  | 「equus エクウス」 - equus - Ekūsu                                              | 25 aprile 2011 ISBN 978-4396783037 |                             |
| 1  | Capitoli - Dun Black - Chestnut - Black and White - Leopard - Gray - Bay Silver |                                    |                             |